# Bernard Champenois
Bernard Champenois, né le 14 juin 1961 à Brienne-le-Château, est un coureur cycliste handisport français.

## Carrière
Bernard Champenois participe aux Jeux paralympiques d'été de 2000 à Sydney où il est sacré champion paralympique en course mixte sur route LC3 et médaillé d'argent en sprint sur piste par équipe LC1-3. Il est champion du monde sur route en 1998, champion d'Europe sur route et en vitesse olympique en 1999 et champion d'Europe sur route en 2005.